# Fengming, chronique d'une femme chinoise
Pour plus de détails, voir Fiche technique et Distribution.
Fengming, chronique d'une femme chinoise (和凤鸣, Hé Fèngmíng) est un film documentaire chinois réalisé par Wang Bing, sorti en 2007. Il est présenté en séance spéciale au Festival de Cannes 2007. Il consiste en l'interview d'une femme âgée, Hé Fèngmíng, racontant sa vie depuis l’avènement de la République populaire de Chine et en particulier comment elle a perdu son mari au camp de Jiabangou.

## Fiche technique
- Titre original : 和凤鸣, Hé Fèngmíng
- Titre français : Fengming, chronique d'une femme chinoise
- Réalisation : Wang Bing
- Scénario : Yang Wang
- Pays d'origine : Chine
- Format : Couleurs - 35 mm
- Genre : documentaire
- Durée : 186 minutes
- Date de sortie : 
  - 2007 : Festival de Cannes